# Nicole Krauss
Nicole Krauss (Manhattan, Nueva York, 18 de agosto de 1974) es una escritora estadounidense. conocida por sus cuatro novelas: Man Walks into a Room (2002), The History of Love (2005), Great House (2010) y Forest Dark (2017), que han sido traducidas a 35 idiomas.Su obra de ficción ha sido publicada en The New Yorker, Harper's, Esquire y Granta's Best American Novelists Under 40, y ha sido recopilada en Best American Short Stories 2003, Best American Short Stories 2008 y Best American Short Stories 2019. En 2011, Nicole Krauss ganó un premio de los Anisfield-Wolf Book Awards por Great House[3]. En 2020 se publicó una colección de sus relatos cortos, To Be a Man[4], y en 2022 ganó el Wingate Literary Prize[5][6].

## Biografía
La madre de Nicole Krauss es inglesa y su padre, un estadounidense que se crio parcialmente en Israel. Ella misma nació en Manhattan pero creció en Long Island. Sus abuelos maternos, originarios de Alemania y Ucrania, emigraron a Londres, mientras que los paternos provenían de Hungría y de Slonim (Bielorrusia). Krauss dedicó su segunda novela, La historia del amor, a sus abuelos, donde algunos de esos lugares tienen un papel central.
Se graduó en la Universidad de Stanford y después pasó a la de Oxford (Somerville College); también realizó estudios en el Courtauld Institute of Art de Londres.
Comenzó a escribir a los 14 años, principalmente poesía. En Standford se acercó a Joseph Brodsky, que se convirtió en su mentor. Dejó este género después de terminar su tesis en Somerville College, Oxford sobre Joseph Cornell, a pesar de que sus versos habían sido notados por la crítica: fue finalista del Premio Poeta Novel de Yale y sus poemas han aparecido en publicaciones como Paris Review, Ploughshares, y Doubletake. 
Publicó su primera novela, Llega un hombre y dice, en 2002, que fue nominada al premio de Los Angeles Times. Tres años más tarde salió La historia del amor, que se convertiría en un superventas mundial. Warner Brothers compró los derechos para llevar la obra a la pantalla grande bajo la dirección de Alfonso Cuarón. El estreno de la película estaba previsto para el 2009, pero aparentemente el proyecto no se llegó a realizar.
La gran casa (2010), su tercera novela, es la historia de cuatro personajes "unidos por el destino de un enorme escritorio con una insólita cantidad de cajones". Comienza el libro con el dueño del escritorio, un joven poeta chileno "exiliado en Nueva York de la dictadura de Pinochet y quien asegura que, alguna vez, ese escritorio perteneció a Federico García Lorca. Cuando regresa a Chile, el poeta "lo deja al cuidado de una escritora que lo atesora durante 25 años y en el que escribe toda su obra. Intervienen, también, un intrépido anticuario especialista en recuperar muebles de familias judías robados durante la Segunda Guerra Mundial y una silenciosa pareja de londinenses cuyo secreto es la clave del desenlace del libro".
Krauss explica que esta novela "nació, en gran parte, por su obsesión con la primera época de la dictadura chilena sobre la cual leyó todo lo que pudo: Estaba embarazada de mi primer hijo, y mirando para atrás, me parece claro que mi interés por el tema fue una manera de enfrentar un miedo increíble que tenía en darme cuenta de que mi felicidad, desde ese momento, dependería de la seguridad y el bienestar de mi hijo. Leer sobre las madres de estos desaparecidos fue una manera de confrontar ese terror."
Sobre su abandono de la poesía, que no cultiva desde que comenzó su primera novela, dice que no fue una decisión consciente. Lo que ocurrió fue "como un enamoramiento con la novela que me tomó completamente por sorpresa. No tenía idea de que podía escribir una novela y no tenía idea de que me iba gustar. A mí siempre me encantaba la poesía, quise ser poeta y ser parte de ese mundo. Nunca se me ocurrió escribir ficción. Entonces fue casi como un experimento en búsqueda de una nueva libertad, un nuevo aliento. Porque mi poesía se había puesto algo moribunda, por varios motivos. Pero me llegó como una total sorpresa. Entonces cuando comencé a escribir las primeras páginas de lo que terminó siendo Llega un hombre y dice me sentí tan a gusto y tan liberada. Me calzó: la forma de la novela, toda su amplitud e imperfección. Me sentí confortable con la novela y excitada por lo que era posible hacer dentro de ella. Entonces no fue una decisión. Simplemente no he mirado hacia atrás desde entonces porque he estado tan ocupada con intentar ver qué se puede hacer con la novela".
Gran lectora de autores hispanoamericanos, es admiradora de Roberto Bolaño: “Casi todos mis autores favoritos escriben en castellano: Aira, Vila-Matas, Gabriela Mistral, Donoso, Parra... Estaba predispuesta tras haber adorado a Borges durante años, porque es el autor que les dio a los demás la libertad de escribir en sus ficciones acerca de otros escritores y sobre la literatura en sí misma. Él inoculó esa obsesión en Bolaño, que es mi héroe. Los detectives salvajes o 2666 me confirmaron que todo es posible en la novela, al tiempo que me hicieron pensar que la literatura sajona está muerta. Es lo que llamó el efecto Bolaño: escritores involucrados en política. Nosotros tuvimos aquella tradición pero la perdimos, porque en EE UU la política está mucho más codificada. Por no hablar del conflicto que existe en mi generación entre las obras de sentimientos y las intelectuales. Bolaño es la solución: logró unir ambas cosas sin fisuras”.
Colabora con las revistas The New Yorker, Esquire, Harper's y Best American Short Stories.
Estuvo casada con el también escritor Jonathan Safran Foer entre 2004 y 2014, con quien tuvo dos hijos en común.

## Novelas
| Año  | Título inglés         | Título español         | Traductor                    | Editorial en español |
| 2003 | Man Walks Into a Room | Llega un hombre y dice | Ana María de la Fuente       | Salamandra, 2008     |
| 2005 | The History of Love   | La historia del amor   | Ana María de la Fuente       | Salamandra, 2006     |
| 2010 | Great House           | La gran casa           | Rita da Costa / Maria Llopis | Salamandra, 2012     |
| 2017 | Forest Dark           | En una selva oscura    | Rita da Costa                | Salamandra, 2019     |
| 2020 | To be a man           | Ser un hombre          | Rita da Costa                | Salamandra, 2022     |